# Masala Chai
Masala chai er en sort, krydret te, der oprindeligt stammer fra Pakistan og Indien.
Masala chai laves af sort te blandet med indiske krydderier som kanel, kardemomme, nellike, ingefær, anis, peber og laurbærblade. Den fås desuden varianter, hvor ingredienser som fx appelsin og æble indgår i. Med disse ingredienser er teen ikke en 'rigtig' masala chai, men betegnes alligevel ofte som masala chai. Masala chai drikkes fortrinsvis af høje glas. 
I vesten er det blevet moderne med  at tilsætte mælk til teen, og drikken kaldes da chai latte eller chaichino alt efter forholdet mellem mælk og te. En chino er lavet med 50 % mælk, hvor en latte er meget mindre, ligesom mængden af skum er betydeligt mindre end i en chino. Teen fås både i breve og som løs te. 
Masala chai omtales til tider også blot som "chai" eller som "chai-te". Chai (eller tjaj) er imidlertid blot det almindelige ord for te i områder, hvor teen blev fragtet fra Østasien over land, i modsætning til de lande, hvor teen blev fragtet via søvejen. "Chai-te" betyder således "te-te", men navnet bruges i Vesten af nogle til markedsføring af krydret te.